# Brattleboro
Brattleboro is een town in Windham County in de staat Vermont in de Verenigde Staten. Het ligt in het zuiden van Vermont tegen de grens met New Hampshire. Ten westen van de town ligt de autosnelweg de I-91, en ten oosten de rivier de Connecticut. Volgens de census van 2000, heeft de plaats 12.005 inwoners en 5364 huishoudens.

## Geboren
- Richard Morris Hunt (1827-1895), architect
- Bing Russell (1926-2003), acteur
- Jody Williams (1950), mensenrechtenactiviste en Nobelprijswinnares (1997)

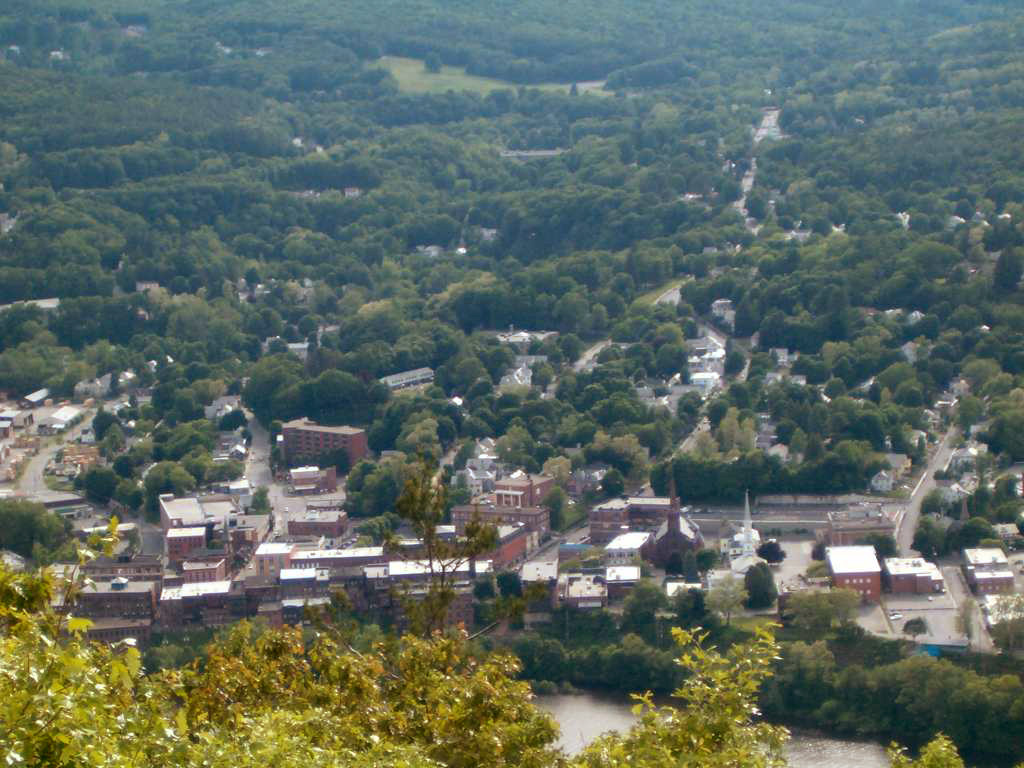
Brattleboro

- JoJo (1990), zangeres